# Colomastix irciniae
Colomastix irciniae är en kräftdjursart som beskrevs av LeCroy 1995. Colomastix irciniae ingår i släktet Colomastix och familjen Colomastigidae. Inga underarter finns listade i Catalogue of Life.